# 박일우
박일우(朴一禹, 1903년~1955년)은 조선민주주의인민공화국의 독립운동가 출신 군인, 정치인이다.

## 생애
1903년에 대한제국 함경북도 회령에서 태어난 그는 조선독립동맹의 창립에 가담에 했으며, 연안군정대학(延安軍政大學) 교관 및 같은 해 7월에는 조선의용군 부사령관을 지냈다.
광복 이후인 1945년 11월에 입북하여 조선민주주의인민공화국 정부 수립을 도왔으며 1946년 8월 북조선노동당 중앙위원회 상무위원, 1947년 2월 북조선인민위원회 내무국장, 1948년 3월 북조선노동당 중앙위원, 8월 최고인민회의 제1기대의원, 9월부터 1953년 3월까지 내무상, 1949년 6월 조국통일민주주의전선 중앙위원, 1950년 6월 군사위원회위원, 11월 전선사령부 부사령관, 1951년 7월 정치보위상, 1953년 3월부터 1955년 11월까지 체신상 등을 지냈지만, 박헌영의 남로당에 가담하였다는 반당종파혐의로 1955년에 숙청되었다.